# Patriot Sejdiu
Patriot Sejdiu (Pristina, 5 mei 2000) is een Zweeds-Kosovaars voetballer die doorgaans speelt als aanvaller. Hij komt uit voor Roda JC Kerkrade, dat hem huurt van Malmö FF.

## Clubcarrière
Sejdiu begon met voetballen bij Hörby FF en stapte in 2015 over naar de jeugdopleiding van Malmö FF. Voor het seizoen 2020 verhuurde Malmö hem aan Dalkurd FF, dat uitkwam in de Superettan, het tweede niveau van Zweden. Hier maakte Sejdiu zijn profdebuut op 16 juni 2020, tegen Akropolis IF (0-0). Na het seizoen keerde hij terug bij Malmö, waar hij op 26 februari 2022 debuteerde tegen Ängelholms FF in de beker (1-5). Het seizoen ervoor was Malmö kampioen geworden, dus mocht Sejdiu meespelen in kwalificatiewedstrijden voor de UEFA Champions League. De eerste wedstrijd tegen Víkingur Reykjavík werd gewonnen (3-2), maar Sejdiu verloor met Malmö van het Litouwse FK Žalgiris (0-2). Vervolgens mocht Sejdiu in actie komen in de groepsfase van de UEFA Europa League, tegen 1. FC Union Berlin, Union Sint-Gillis en SC Braga.
Medio 2023 werd Sejdiu verhuurd aan NAC Breda. Hij debuteerde in de eerste speelronde tegen FC Dordrecht (2-2). Hij scoorde meteen zijn eerste doelpunt. Hij speelde, mede door blessures en een verwijdering uit de selectie, slechts 18 wedstrijden voor de club en scoorde vier keer.
Medio 2024 verhuurde Malmö Sejdiu aan Roda JC Kerkrade. In de eerste speelronde maakte hij zijn debuut tegen Jong AZ (1-6). Met nog een halfuur te spelen kwam hij in de ploeg voor Arjen van der Heide. Hij scoorde vier keer in 30 wedstrijden.

## Statistieken
| Seizoen | Club               | Competitie     | Competitie | Competitie | Beker | Beker | Overig | Overig | Totaal | Totaal |
| Seizoen | Club               | Competitie     | Wed.       | Dlp.       | Wed.  | Dlp.  | Dlp.   | Dlp.   | Wed.   | Dlp.   |
| ------- | ------------------ | -------------- | ---------- | ---------- | ----- | ----- | ------ | ------ | ------ | ------ |
| 2020    | → Dalkurd FF       | Superettan     | 16         | 5          | 0     | 0     | 0      | 0      | 16     | 5      |
| 2021    | Malmö FF           | Allsvenskan    | 0          | 0          | 0     | 0     | 0      | 0      | 0      | 0      |
| 2022    | Malmö FF           | Allsvenskan    | 19         | 4          | 2     | 0     | 0      | 0      | 21     | 4      |
| 2023    | Malmö FF           | Allsvenskan    | 10         | 1          | 4     | 3     | 5      | 1      | 19     | 5      |
| 2023/24 | → NAC Breda        | Eerste divisie | 18         | 4          | 0     | 0     | 0      | 0      | 18     | 4      |
| 2024/25 | → Roda JC Kerkrade | Eerste divisie | 30         | 4          | 0     | 0     | 0      | 0      | 30     | 4      |
| Totaal  | Totaal             | Totaal         | 93         | 18         | 6     | 3     | 5      | 1      | 104    | 22     |

Bijgewerkt op 28 mei 2025.

## Erelijst
Malmö FF
- Allsvenskan (2x): 2021, 2023
- Svenska Cupen (1x): 2022